# Парамински, Леона
Леона Парамински (хорв. Leona Paraminski; род. 22 августа 1979, Загреб, СФРЮ) — хорватская актриса

.

## Биография
Леона Парамински выросла в Врбовце, городе недалеко от Загреба, и в детстве путешествовала по Хорватии и Германии.
Леона начала интересоваться искусством и спортом в раннем возрасте. На протяжении всей начальной и средней школы она была частью драматического коллектива; её первая роль была в постановке "Золушки". В эти годы она также пела в хоре, активно занималась в танцевальном коллективе, сочетающем современные и классические танцы, занималась карате и теннисом.
К 18 годам Леона поступила в Академию Драматического Искусства Загребского университета (хорв. Zagreb Academy of Drama Arts). Ещё учась в университете, она получила премию F.R.K.A. За лучшую женскую роль в фильме «Винко на крови». Её первое появление в художественном фильме было в 1999 году в фильме «Мадонна». Она окончила университет в 2001 году. Год спустя она была удостоена самой значимой кинопремии Хорватии-Золотой Арены за Лучшую женскую роль-на кинофестивале в пуле в 2002 году за полнометражный фильм «Зима в Рио».
С тех пор Леона сыграла главные роли в более чем 30 фильмах и телешоу. Она часто выступает в театре в главных ролях, которые изображают сильных и властных женщин. Леона также получила три международные награды за лучшую женскую роль в сборнике короткометражных фильмов Далибора Матанича. Она была телеведущей и часто принимала участие в церемониях и фестивалях, а также занималась благотворительностью.
Леона-член хорватского национального театра. В мае 2012 года она вышла замуж за Тина Комленовича.